# Солнечная сталеплавильная печь

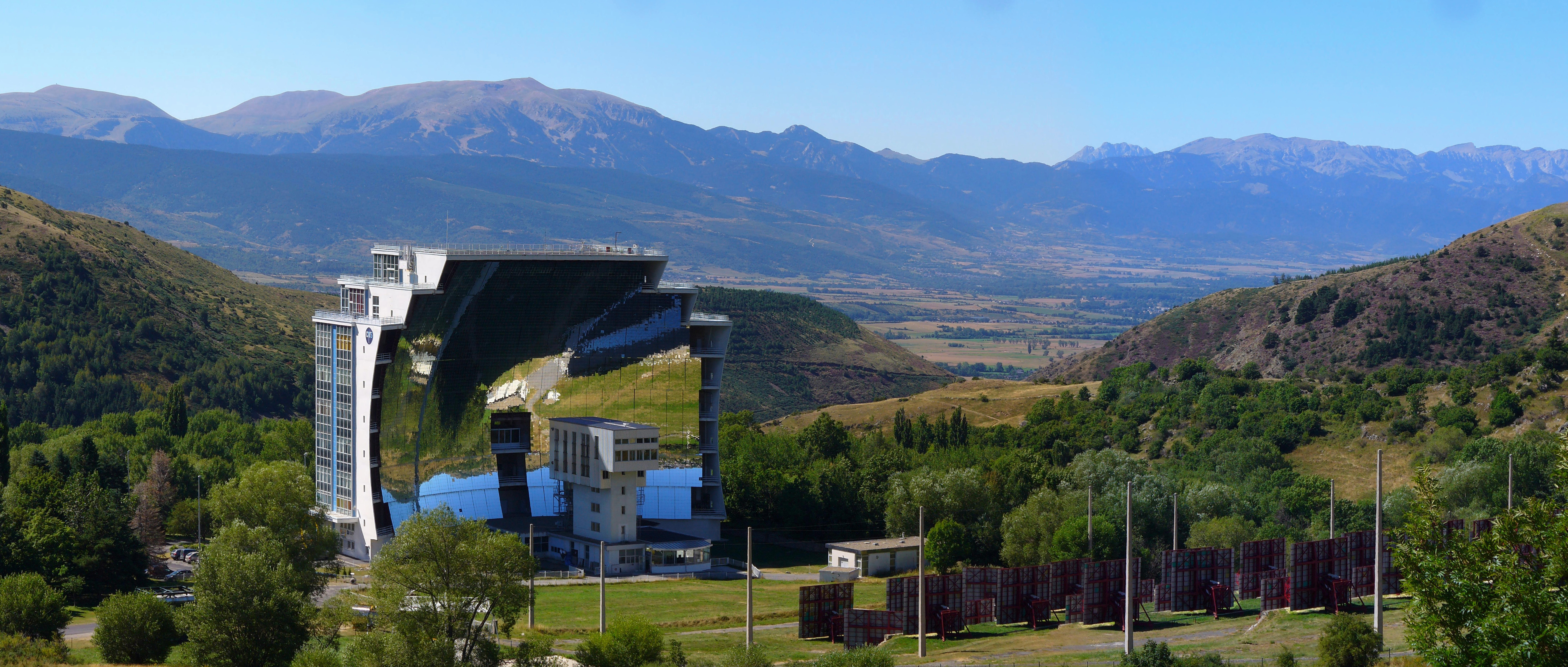
В Солнечной печи в Одейо в Пиренеях во Франции может достигаться температура до 3500 C

Солнечная сталеплавильная печь — концентратор (технологический проектор), который использует в качестве источника света Солнце. Применяется для получения высоких температур, как правило, в промышленности. Параболические зеркала или гелиостаты концентрируют свет (инсоляция) на координационный центр. Температура в фокальной точке может достигать 3500 ° C (6330 ° F), и это тепло может быть использовано для выработки электроэнергии, расплавки стали, выработки водородного топлива или наноматериалов.

## История
Древнегреческий / латинский термин heliocaminus означает «солнечная печь» и означает застекленный солярий специально разработанный, чтобы стать более горячим от солнечных лучей, чем окружающий воздух.
Во время Второй Пунической войны (218—202 до н. э.), греческий ученый Архимед отразил атакующие римские суда, поджигая их используя «горящее стекло», которое, возможно, было зеркалами. Чтобы проверить эту легенду, в 2005 году в Массачусетском технологическом институте был проведен эксперимент. И пришли к выводу, что, хотя это теоретически возможно для стационарных объектов, зеркалам бы вряд ли удалось сконцентрировать достаточное количество солнечной энергии, чтобы поджечь корабли в боевых условиях.

## Современность
Первая современная солнечная печь, как полагают, была построена во Франции в 1949 году профессором Феликсом Тромбом. Она сейчас до сих пор на месте в Мон-Луи, недалеко от Одейо. Пиренеи были выбраны в качестве места, потому что в области чистое небо бывает до 300 дней в году.
Крупнейшая в мире солнечная печь такого типа действует в Фон-Ромё-Одейо в Восточных Пиренеях во Франции. Она была открыта в 1970 году, использует массив плоских зеркал для сбора солнечного света, отражая его на более крупное кривое зеркало. Диаметр зеркала её гелиоконцентратора 54 м, мощность ≈ 1 МВт.
Крупнейшая на территории бывшего СССР солнечная печь находится в Узбекистане, в 6 километрах от Паркента. Гелиокомплекс «Солнце» был заложен в 1981 году в рамках Союзного комплекса научно-исследовательского фонда «Солнце» под началом академика С. А. Азимова. Диаметр параболического зеркала печи 47 метров, мощность 1 МВт.

## Использование
Лучи фокусируются на область размера кастрюли и может достигать 4000 ° C (7230 ° F), в зависимости от процесса установки, например:
- около 1000 ° C (1,830 ° F) для металлических приемников, производящих горячий воздух для солнечных башен следующего поколения, которые будут испытаны на заводе Фемиды с проектом ПЕГАС
- около 1400 ° С (2550 ° F) для получения водорода путем крекинга молекул метана
- до 2500 ° C (4530 ° F) для тестирования материалов для экстремальных условий, таких, как ядерные реакторы или космического аппарата у входа в атмосферу
- до 3500 ° C (6330 ° F) для получения наноматериалов от солнечной индуцированной сублимации и контролируемого охлаждения, такие как углеродные нанотрубки или наночастицы цинка

Было высказано предположение, что солнечные печи можно использовать в космосе, чтобы обеспечить энергию для производственных целей.
Их зависимость от солнечной погоды является ограничивающим фактором в качестве источника возобновляемой энергии на Земле, но могут быть привязаны к тепловым системам накопления энергии для производства энергии в периоды и в ночное время.
Солнечные гелиоустановки для плавки и термообработки материалов отличаются высокой стоимостью и применяются в случаях, когда необходимо создать особые («стерильные») условия плавления и термообработки, исключающие внесение примесей в обрабатываемый материал.

## Менее масштабные устройства
Принцип фокусировки солнечных лучей используется и в недорогих кулинарных солнечных печах и барбекю, а также для солнечной пастеризации воды. Подобная печь строится в Индии для использования в солнечном крематории. Рефлектор площадью 50 м² будет создавать температуру 700 °C и заменит 200—300 кг дров, используемых на каждую кремацию.